# Newark (Maryland)
Newark – jednostka osadnicza w Stanach Zjednoczonych, w stanie Maryland, w hrabstwie Worcester.